# È il Giorno del ringraziamento Charlie Brown
È il Giorno del ringraziamento Charlie Brown (A Charlie Brown Thanksgiving) è uno speciale televisivo del Giorno del ringraziamento animato del 1973, diretto da Bill Melendez e Phil Roman. È il decimo speciale basato sui Peanuts di Charles M. Schulz. 
Il film stato trasmesso negli Stati Uniti da CBS il 20 novembre 1973. Nel 1974 ha vinto un Premio Emmy. È stato distribuito in Italia in home video e in streaming su Apple TV+ con il titolo Un Giorno del ringraziamento da Charlie Brown.

## Trama
Piperita Patty si autoinvita per il Giorno del ringraziamento insieme a Marcie e Franklin a casa di Charlie Brown, che è costretto a farsi aiutare da Linus, Snoopy e Woodstock a preparare il pranzo. Durante il pranzo all'aperto, Snoopy serve in tavola un banchetto a base di toast imburrati, popcorn, bastoncini di pretzel, Jelly Belly e coppe di gelato. Piperita Patty, che si aspettava un tradizionale pranzo del Ringraziamento, inveisce contro Charlie Brown, che rientra in casa sconsolato. Marcie redarguisce Patty per essere stata sgarbata e le chiede se è stato Charlie Brown a invitarla o se si è autoinvitata. Patty, pentita, chiede all'amica di scusarsi con Charlie Brown per conto suo, e subito dopo si scusa anche lei di persona. Dopo aver accettato le scuse, Charlie Brown si accorge che lui e Sally sono in ritardo per la cena del Ringraziamento di loro nonna, e decide di invitare anche i suoi amici. Nel frattempo, anche Snoopy e Woodstock si godono una cena tradizionale del Ringraziamento a base di tacchino.

## Produzione
Ad eccezione della gag iniziale del pallone da football, si tratta del primo speciale televisivo dei Peanuts ad avere una sceneggiatura originale senza basarsi sulla striscia.

## Distribuzione

### Edizione italiana
Lo speciale è stato trasmesso in Italia il 13 gennaio 1977 da Rete 2, con un primo doppiaggio eseguito dalla Coop. Sincrovox. In seguito è stato ridoppiato per la trasmissione su Junior TV, nella serie The Charlie Brown and Snoopy Show, con il titolo Il Ringraziamento di Charlie Brown. Nel 2020 è stato distribuito in streaming da Apple TV+ con un secondo ridoppiaggio.

### Doppiaggio
| Personaggio    | Doppiatore originale | Doppiatore italiano (1977) | Doppiatore italiano (anni 90) | Doppiatore italiano (2020) |
| -------------- | -------------------- | -------------------------- | ----------------------------- | -------------------------- |
| Charlie Brown  | Todd Barbee          | Fabio Boccanera            | Martino Consoli               | Arturo Sorino              |
| Snoopy         | Bill Melendez        | Bill Melendez              | Bill Melendez                 | Bill Melendez              |
| Woodstock      | Bill Melendez        | Bill Melendez              | Bill Melendez                 | Bill Melendez              |
| Linus Van Pelt | Stephen Shea         | Laura Boccanera            | Renata Bertolas               | Leonardo Cococcia          |
| Lucy Van Pelt  | Robin Kohn           | Rosalinda Galli            | Renata Bertolas               | Sara Labidi                |
| Piperita Patty | Christopher DeFaria  | Annarosa Garatti           | Francesca Vettori             | Ilaria Pellicone           |
| Sally Brown    | Hilary Momberger     | Emanuela Rossi             | Angiolina Gobbi               | Matilde Ferraro            |
| Marcie         | Jimmy Ahrens         | Liliana Sorrentino         |                               | Bianca Demofonti           |
| Franklin       | Robin Reed           | Liliana Sorrentino         | Giuseppe Calvetti             | Valeriano Corini           |

### Edizioni home video
Il film è stato distribuito da Hobby & Work in VHS e DVD e da Warner Home Video in DVD, sempre con il secondo doppiaggio.

## Riconoscimenti
1974 – Primetime Emmy Awards
- Nomination Outstanding Children's Special a Lee Mendelson e Bill Melendez
- Outstanding Individual Achievement in Children's Programming a Charles M. Schulz